# Walter Gilbert
Walter Gilbert (Boston, Massachusetts; 21 de marzo de 1932) es un físico, bioquímico y profesor universitario estadounidense galardonado con el Premio Nobel de Química del año 1980.

## Biografía
Estudió física, química y matemáticas en la Universidad Harvard. Posteriormente realizó el doctorado en matemáticas en la Universidad de Cambridge y en bioquímica en Harvard, donde fue nombrado profesor de biología molecular.

## Investigaciones científicas
En 1980, su contribución a la determinación de las secuencias de base de los ácidos nucleicos le valió el Premio Nobel de Química de 1980, que compartió con su compatriota Paul Berg y el británico Frederick Sanger.
Gilbert y Sanger fueron premiados por su trabajo pionero en la determinación de la secuencia de nucleótidos de los ácidos nucleicos.
Walter Gilbert también propuso por primera vez la hipótesis del mundo ARN para el origen de la vida, modelo propuesto por Carl Woese en 1967.
Es cofundador de la empresa de biotecnología Biogen y fue el primer presidente del consejo de dirección.